# Gynaephora
Genre
Gynaephora est un genre de lépidoptères (papillons) de la famille des Erebidae, de la sous-famille des Lymantriinae et de la tribu des Arctornithini.

## Systématique
Le genre Gynaephora a été décrit par l’entomologiste allemand Jakob Hübner en 1819.
Son espèce type est Gynaephora selenitica (Esper, 1789).

### Synonymie
- Cladophora Geyer, 1832 [2]
- Gynophora Agassiz, 1847
- Byrdia Schaus, 1927[3]
- Konokareha Matsumura, 1928[4]

## Liste des espèces
Selon BioLib (10 juillet 2025) :
- Gynaephora alpherakii Grum-Grschimailo, 1891
- Gynaephora atrata Choi, Heo & Kim, 2021
- Gynaephora groenlandica Homeyer., 1874
- Gynaephora lugens Kozhanchikov, 1948
- Gynaephora rossii Curtis, 1835
- Gynaephora selenitica (Esper, 1789)